# La Colle-sur-Loup
La Colle-sur-Loup é uma comuna francesa na região administrativa da Provença-Alpes-Costa Azul, no departamento Alpes Marítimos. Estende-se por uma área de 9,82 km², com 7 546 habitantes, segundo os censos de 2007, com uma densidade de 768 hab/km².